# Thief of Time
Thief of Time är den 26:e romanen om Skivvärlden av den brittiske författaren Terry Pratchett, utgiven 2001.

## Handling
På Skivvärlden är det Historiemunkarna som har uppdraget att flytta och spara tid från olika platser, men skapelsen av den första klockan stoppar tiden och det blir upp till Lu Tze och hans lärling Lobsang att stoppa problemen med tiden.